# Роберт Кубіца
Ро́берт Юзеф Кубі́ца (пол. Robert Józef Kubica, нар. 7 грудня 1984, Краків) — польський автогонщик, перший польський пілот Формули-1. У Формулі-1 з 2006 року, протягом 2006—2009 років виступав за команду Заубер-БМВ. У 2010 році — пілот команди Renault F1. У 2019 році, після 8-річної перерви, повернувся до Формули-1 у складі команди Williams. У 2020 році приєднався до команди Альфа Ромео як тест-пілот.

## Кар'єра до Формули-1

### Картинг
Роберт почав цікавитися машинами дуже рано, у чотирирічному віці. Йому сподобався невеликий позашляховик і після довгих переконань, батькам довелося придбати йому цю машину — його першу машину. Роберт цілими днями водив свою машину навколо пластикових пляшок у дворі. Коли він став старше, стало зрозуміло, що йому потрібне більш професійне устаткування і його батько, Артур, придбав йому go-kart. Але для участі у чемпіонаті Польщі з картингу, де брали участь хлопчаки з десяти років, Роберт був ще занадто молодим і декілька років йому довелося практикуватися самому. Кожен день після школи батько возив Роберта на трасу біля Ченстохова.
За перші три роки, коли Роберт почав брати участь у польському чемпіонаті з картингу, він виграв шість титулів. Тому логічним виглядає наступний крок Кубіци: змінити чемпіонат на більш конкурентоспроможний; Роберт вибирає Італію. У 1998 році Кубіца виграє Міжнародний італійський чемпіонат з картингу і стає першим іноземцем в історії даного чемпіонату, який зміг це здійснити. Він також стає другим у Європейському чемпіонаті і виграє Кубок Монако з картингу, що проходив на частині траси, яка використовується у Формулі-1.
Наступного року Роберт захистив свій титул в Італії та виграв Міжнародний німецький чемпіонат з картингу. До того ж він знову здобув Кубок Монако, а також перемагає у перегонах Margutti Trophy та Elf Masters. 2000 рік став останнім роком Кубіци у картингу, він посідає четверті місця в європейському та світовому чемпіонатах, а у кінці року починає тестувати болід Формули Рено 2000.

### Молодші Формули
2001 рік Кубіца проводить вже у Формулі Рено 2000, де здобуває свій перший поул. Наступного року Роберт виграє чотири перегони і посідає загальне друге місце в італійській Формулі Рено 2000; у Формулі Рено Єврокап він займає загальне сьоме місце. У кінці року Роберт бере участь у перегонах у рамках бразильської Формули Рено 2000, що проходять на автодромі Інтерлагос, трасі Формули-1, де здобуває поул та перемогу.
У 2003 році Роберт переходить до Формули-3, але через автомобільну аварію, що трапилася у Польщі (Кубіца був пасажиром), його дебют у новій Формулі затримується. Але зламана рука з пластиковими та титановими засувками не заважає Роберту перемогти на перших же своїх перегонах на трасі Норісринг. У підсумку Кубіца посідає дванадцяте місце у заліку європейської серії Формули-3. Але у кінці року Роберту вдається перемогти на вуличній трасі у Сардинії.
2004 рік Роберт проводить у заводській команді «Мерседес» і займає сьоме місце у чемпіонаті. На Гран-прі Макао Кубіца виграє поул, б'є рекорд кола для болідів Формули-3 і посідає друге місце.
У 2005 році поляк переходить до Світової Серії Рено. Посівши на перших перегонах третє місце, у других Роберт виграє і до кінця чемпіонату вже не поступається своєю першою позицією. На Гран-прі Макао Роберт знову приїжджає другим. А у кінці року Роберт отримує свій приз за перемогу у серії — тести з командою Формули-1 «Рено» на трасі Каталунья в Барселоні.

## Формула-1

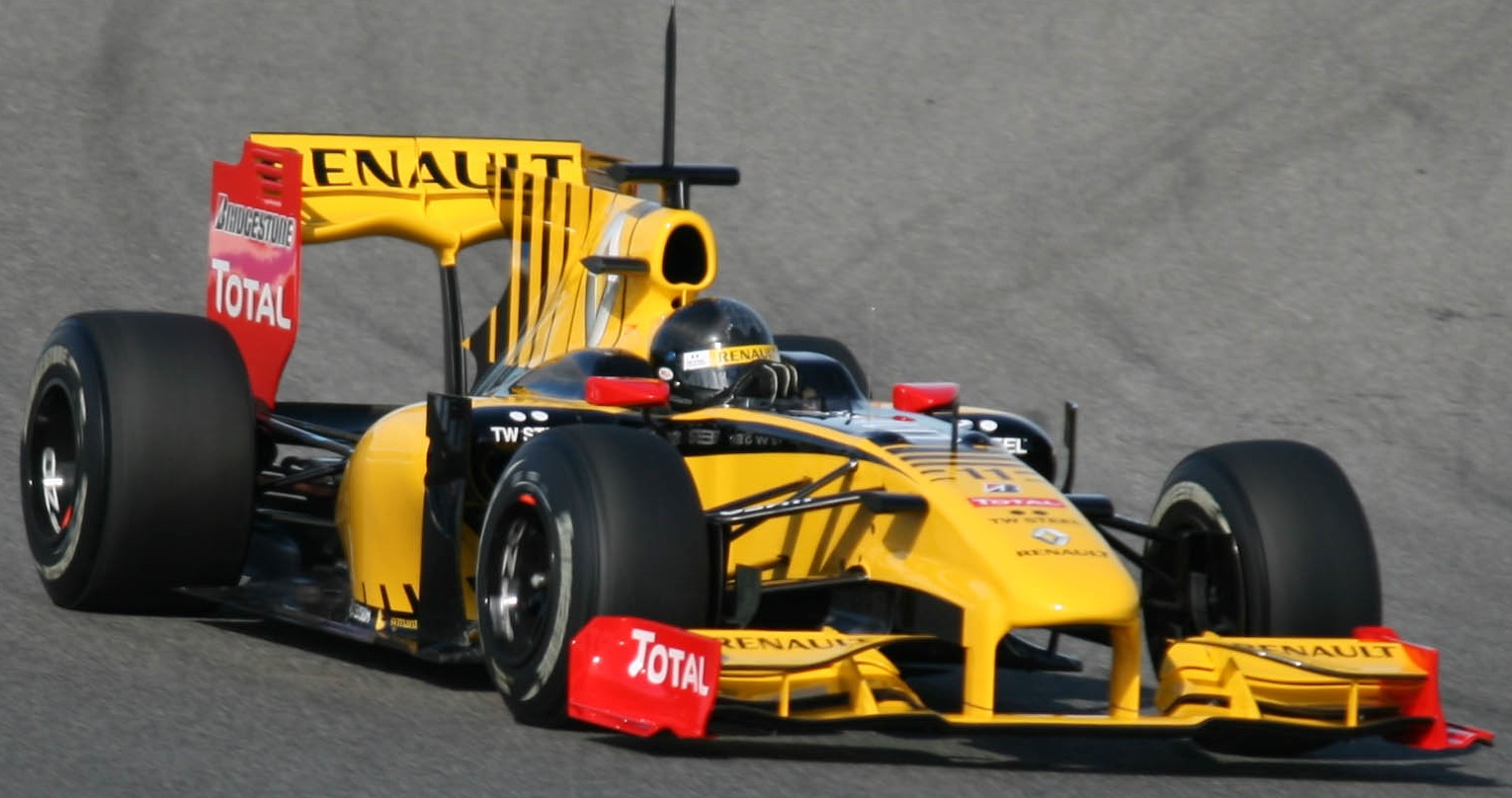
Кубіца в боліді Renault R30, тест, Circuito Permanente de Jerez, 2010

1 грудня 2005 року Роберт взяв участь у тестах з командою «Рено», а вже 20 грудня він підписав контракт третього і запасного пілота з командою «Заубер-БМВ». Цьому посприяли успішно проведені тести з командою «Рено», прогрес за останні роки Кубіци як гонщика та невдалі переговори керівництва «Заубера» з можливими кандидатами на місце тест-пілота: Алексом Вюрцом та Деном Велдоном.

## Результати виступів

### Гоночна кар'єра
| Сезон | Серія                                   | Команда                     | Гонки      | Перемоги   | Поули      | Н/к        | Подіуми    | Очки       | Місце      |
| ----- | --------------------------------------- | --------------------------- | ---------- | ---------- | ---------- | ---------- | ---------- | ---------- | ---------- |
| 2001  | Формула-Рено 2000 Єврокубок             | RC Motorsport               | 10         | 0          | 1          | 0          | 1          | 46         | 14         |
| 2001  | Формула-Рено 2000 Італія                | RC Motorsport               | 5          | 0          | 0          | 1          | 1          | 27         | 13         |
| 2002  | Формула-Рено 2000 Єврокубок             | RC Motorsport               | 8          | 0          | 1          | 0          | 2          | 80         | 7          |
| 2002  | Формула-Рено 2000 Італія                | RC Motorsport               | 10         | 4          | 3          | 5          | 6          | 188        | 2          |
| 2002  | Формула-Рено 2000 Бразилія              | RS2                         | 1          | 1          | 1          | 1          | 1          | Н/Д        | НК†        |
| 2003  | Євросерія Формули-3                     | Prema Powerteam             | 13         | 1          | 0          | 3          | 2          | 31         | 12         |
| 2003  | Британська Формула-3                    | Prema Powerteam             | 2          | 0          | 0          | 0          | 0          | Н/Д        | НК†        |
| 2003  | Формула-3 Мастерс                       | Prema Powerteam             | 1          | 0          | 0          | 0          | 0          | Н/Д        | 33         |
| 2003  | Гран-прі Макао                          | Target Racing               | 1          | 0          | 0          | 0          | 0          | Н/Д        | НК         |
| 2003  | Супер-прі Кореї                         | Target Racing               | 1          | 0          | 0          | 0          | 0          | Н/Д        | 6          |
| 2004  | Євросерія Формули-3                     | Mücke Motorsport            | 20         | 0          | 0          | 0          | 3          | 53         | 7          |
| 2004  | Гран-прі Макао                          | Manor Motorsport            | 1          | 0          | 1          | 1          | 1          | Н/Д        | 2          |
| 2005  | Формула-Рено 3.5                        | Epsilon Euskadi             | 17         | 4          | 3          | 1          | 11         | 154        | 1          |
| 2005  | Гран-прі Макао                          | Carlin Motorsport           | 1          | 0          | 0          | 0          | 1          | Н/Д        | 2          |
| 2005  | Формула-1                               | Mild Seven Renault F1 Team  | тест-пілот | тест-пілот | тест-пілот | тест-пілот | тест-пілот | тест-пілот | тест-пілот |
| 2006  | Формула-1                               | BMW Sauber F1 Team          | 6          | 0          | 0          | 0          | 1          | 6          | 16         |
| 2007  | Формула-1                               | BMW Sauber F1 Team          | 16         | 0          | 0          | 0          | 0          | 39         | 6          |
| 2008  | Формула-1                               | BMW Sauber F1 Team          | 18         | 1          | 1          | 0          | 7          | 75         | 4          |
| 2009  | Формула-1                               | BMW Sauber F1 Team          | 17         | 0          | 0          | 0          | 1          | 17         | 14         |
| 2010  | Формула-1                               | Renault F1 Team             | 19         | 0          | 0          | 1          | 3          | 136        | 8          |
| 2013  | European Rally Championship             | PH Sport                    | 4          | 0          | –          | –          | 0          | 17         | 29         |
| 2013  | World Rally Championship-2              | Robert Kubica               | 7          | 5          | –          | –          | 6          | 143        | 1          |
| 2013  | World Rally Championship                | Robert Kubica               | 8          | 0          | –          | –          | 0          | 18         | 13         |
| 2014  | European Rally Championship             | RK M-Sport WRT              | 1          | 1          | –          | –          | 1          | 39         | 13         |
| 2014  | World Rally Championship                | RK M-Sport World Rally Team | 13         | 0          | –          | –          | 0          | 14         | 16         |
| 2015  | World Rally Championship                | Robert Kubica               | 11         | 0          | –          | –          | 0          | 11         | 12         |
| 2016  | World Rally Championship                | BRC Racing Team             | 1          | 0          | –          | –          | 0          | 0          | НК         |
| 2016  | Renault Sport Trophy — Pro Class        | Duqueine Engineering        | 1          | 0          | 0          | 0          | 0          | 0          | НК†        |
| 2016  | Renault Sport Endurance Trophy          | Duqueine Engineering        | 1          | 0          | 0          | 0          | 1          | 0          | НК†        |
| 2018  | Формула-1                               | Williams Martini Racing     | тест-пілот | тест-пілот | тест-пілот | тест-пілот | тест-пілот | тест-пілот | тест-пілот |
| 2019  | Формула-1                               | ROKiT Williams Racing       | 21         | 0          | 0          | 0          | 0          | 1          | 19         |
| 2020  | Deutsche Tourenwagen Masters            | BMW Orlen Team ART          | 18         | 0          | 0          | 0          | 1          | 20         | 15         |
| 2020  | Формула-1                               | Alfa Romeo Racing Orlen     | тест-пілот | тест-пілот | тест-пілот | тест-пілот | тест-пілот | тест-пілот | тест-пілот |
| 2021  | European Le Mans Series — LMP2          | Team WRT                    | 5          | 3          | 0          | 0          | 3          | 100        | 1          |
| 2021  | IMSA SportsCar Championship — LMP2      | High Class Racing           | 1          | 0          | 0          | 0          | 0          | 0          | НК         |
| 2021  | FIA World Endurance Championship — LMP2 | High Class Racing           | 2          | 0          | 0          | 0          | 0          | 10         | 21         |
| 2021  | Формула-1                               | Alfa Romeo Racing Orlen     | 2          | 0          | 0          | 0          | 0          | 0          | 20         |
| 2022  | FIA World Endurance Championship — LMP2 | Prema Orlen Team            | 6          | 0          | 0          | 1          | 1          | 94         | 5          |
| 2022  | 24 Hours of Le Mans — LMP2              | Prema Orlen Team            | 1          | 0          | 0          | 0          | 1          | Н/Д        | 2          |
| 2022  | Формула-1                               | Alfa Romeo F1 Team ORLEN    | тест-пілот | тест-пілот | тест-пілот | тест-пілот | тест-пілот | тест-пілот | тест-пілот |
| 2023  | FIA World Endurance Championship — LMP2 | Team WRT                    | 5          | 1          | 0          | 0          | 4          | 109*       | 1          |

† Оскільки Кубіца був гостьовим пілотом, то він не міг отримувати очки.

‡ Очки зараховуються лише до Кубка на витривалість Michelin, а не загального чемпіонату LMP2.

* Сезон триває.

### Статистика виступів у Формулі-1
| Приклад      | Опис                                                              |
| ------------ | ----------------------------------------------------------------- |
| 1            | Переможець                                                        |
| 2            | Друге місце                                                       |
| 3            | Третє місце                                                       |
| 5            | Фінішував у очковій зоні                                          |
| 12           | Фінішував поза очковою зоною                                      |
| НКЛ          | Фінішував, але не класифікований                                  |
| Схід         | Не фінішував і не класифікований                                  |
| НКВ          | Не кваліфікований                                                 |
| НПКВ         | Не передкваліфікований                                            |
| ДСК          | Дискваліфікований                                                 |
| ТТР          | Брав участь тільки в тренуваннях                                  |
| тест         | Тестер по п'ятницях (з 2003 року)                                 |
| НС           | Брав участь у Гран-прі як бойовий пілот, але не стартував у гонці |
| Т            | Травмований чи хворий                                             |
| Викл         | Виключений із протоколу                                           |
| Від          | Відмова від участі                                                |
| НТР          | Не брав участі в тренуваннях                                      |
| НПР          | Не прибув на Гран-прі                                             |
| С            | Гонка скасована                                                   |
|              | Не брав участі                                                    |
| Жирний шрифт | Поул-позиція                                                      |
| Курсив       | Швидке коло                                                       |

| Рік  | Команда                 | Шасі                  | Двигун                          | 1        | 2        | 3        | 4        | 5        | 6        | 7        | 8        | 9        | 10       | 11       | 12       | 13       | 14     | 15       | 16       | 17       | 18     | 19       | 20     | 21       | 22  | Місце | Очки |
| ---- | ----------------------- | --------------------- | ------------------------------- | -------- | -------- | -------- | -------- | -------- | -------- | -------- | -------- | -------- | -------- | -------- | -------- | -------- | ------ | -------- | -------- | -------- | ------ | -------- | ------ | -------- | --- | ----- | ---- |
| 2006 | BMW Sauber F1 Team      | BMW Sauber F1.06      | BMW P86 2.4 V8                  | БАХ Тест | МАЛ Тест | АВС Тест | САН Тест | ЄВР Тест | ІСП Тест | МОН Тест | ВЕЛ Тест | КАН Тест | США Тест | ФРА Тест | НІМ Тест | УГО ДСК  | ТУР 12 | ІТА 3    | КИТ 13   | ЯПО 9    | БРА 9  |          |        |          |     | 16    | 6    |
| 2007 | BMW Sauber F1 Team      | BMW Sauber F1.07      | BMW P86/7 2.4 V8                | АВС Схід | МАЛ 18   | БАХ 6    | ІСП 4    | МОН 5    | КАН Схід | США Т    | ФРА 4    | ВЕЛ 4    | ЄВР 7    | УГО 5    | ТУР 8    | ІТА 5    | БЕЛ 9  | ЯПО 7    | КИТ Схід | БРА 5    |        |          |        |          |     | 6     | 39   |
| 2008 | BMW Sauber F1 Team      | BMW Sauber F1.08      | BMW P86/8 2.4 V8                | АВС Схід | МАЛ 2    | БАХ 3    | ІСП 4    | ТУР 4    | МОН 2    | КАН 1    | ФРА 5    | ВЕЛ Схід | НІМ 7    | УГО 8    | ЄВР 3    | БЕЛ 6    | ІТА 3  | СІН 11   | ЯПО 2    | КИТ 6    | БРА 11 |          |        |          |     | 4     | 75   |
| 2009 | BMW Sauber F1 Team      | BMW Sauber F1.09      | BMW P86/9 2.4 V8                | АВС 14†  | МАЛ Схід | КИТ 13   | БАХ 18   | ІСП 11   | МОН Схід | ТУР 7    | ВЕЛ 13   | НІМ 14   | УГО 13   | ЄВР 8    | БЕЛ 4    | ІТА Схід | СІН 8  | ЯПО 9    | БРА 2    | АБУ 10   |        |          |        |          |     | 14    | 17   |
| 2010 | Renault F1 Team         | Renault R30           | Renault RS-27 2.4 V8            | БАХ 11   | АВС 2    | МАЛ 4    | КИТ 5    | ІСП 8    | МОН 3    | ТУР 6    | КАН 7    | ЄВР 5    | ВЕЛ Схід | НІМ 7    | УГО Схід | БЕЛ 3    | ІТА 8  | СІН 7    | ЯПО Схід | КОР 5    | БРА 9  | АБУ 5    |        |          |     | 8     | 136  |
| 2018 | Williams Martini Racing | Williams FW41         | Mercedes M09 EQ Power+ 1.6 V6 t | АВС      | БАХ      | КИТ      | АЗЕ      | ІСП Тест | МОН      | КАН      | ФРА      | АВТ Тест | ВЕЛ      | НІМ      | УГО      | БЕЛ      | ІТА    | СІН      | РОС      | ЯПО      | США    | МЕК      | БРА    | АБУ Тест |     | -     | -    |
| 2019 | ROKiT Williams Racing   | Williams FW42         | Mercedes M10 EQ Power+ 1.6 V6 t | АВС 17   | БАХ 16   | КИТ 17   | АЗЕ 16   | ІСП 18   | МОН 18   | КАН 18   | ФРА 18   | АВТ 20   | ВЕЛ 15   | НІМ 10   | УГО 19   | БЕЛ 17   | ІТА 17 | СІН 16   | РОС Схід | ЯПО 17   | МЕК 18 | США Схід | БРА 16 | АБУ 19   |     | 19    | 1    |
| 2020 | Alfa Romeo Racing Orlen | Alfa Romeo Racing C39 | Ferrari 065 1.6 V6 t            | АВТ      | ШТИ Тест | УГО Тест | ВЕЛ      | 70 Тест  | ІСП      | БЕЛ      | ІТА      | ТОС      | РОС      | АЙФ      | ПОР      | ЕМІ      | ТУР    | БАХ Тест | САХ      | АБУ Тест |        |          |        |          |     | -     | -    |
| 2021 | Alfa Romeo Racing Orlen | Alfa Romeo Racing C41 | Ferrari 065/6 1.6 V6 t          | БАХ      | ЕМІ      | ПОР      | ІСП Тест | МОН      | АЗЕ      | ФРА      | ШТИ Тест | АВТ      | ВЕЛ      | УГО Тест | БЕЛ      | НІД 15   | ІТА 14 | РОС      | ТУР      | США      | МЕК    | САП      | КАТ    | САУ      | АБУ | 20    | 0    |

* Сезон триває.
†Не фінішував, але був класифікований, оскільки подолав понад 90 % дистанції.